# Ecomare

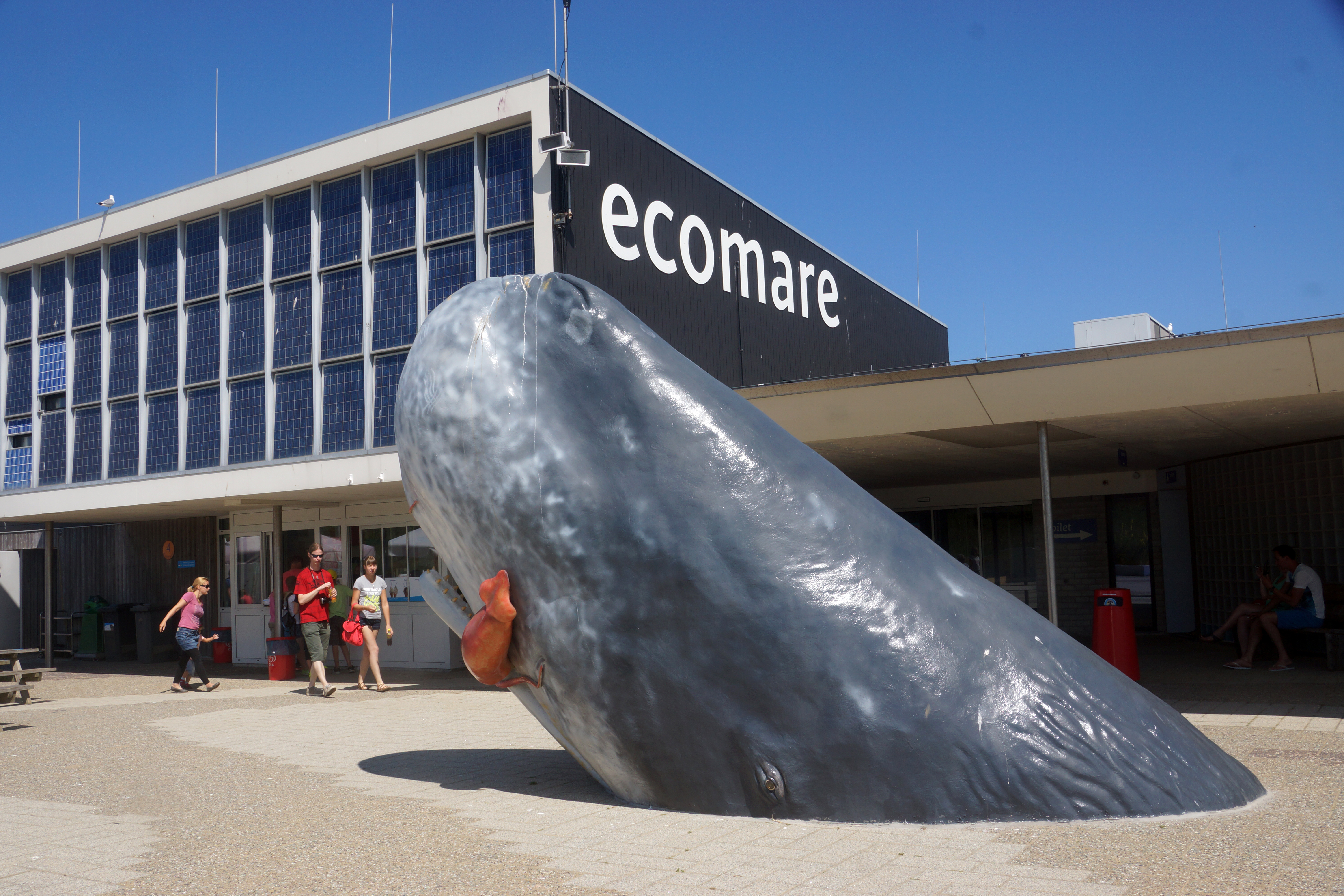
Eingang Ecomare

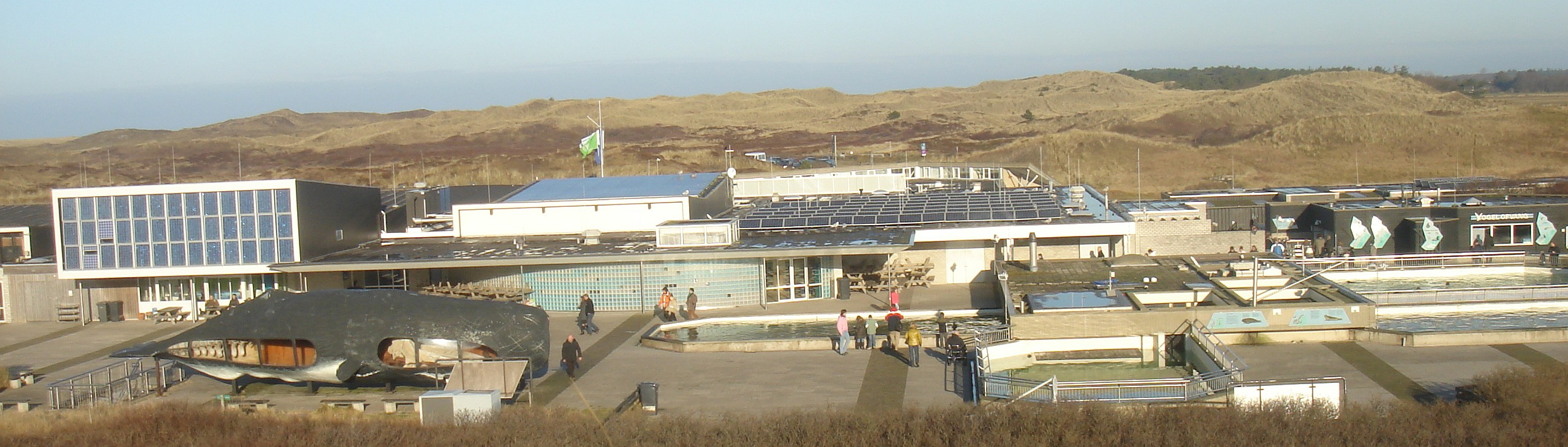
Ecomare (Gesamtansicht)

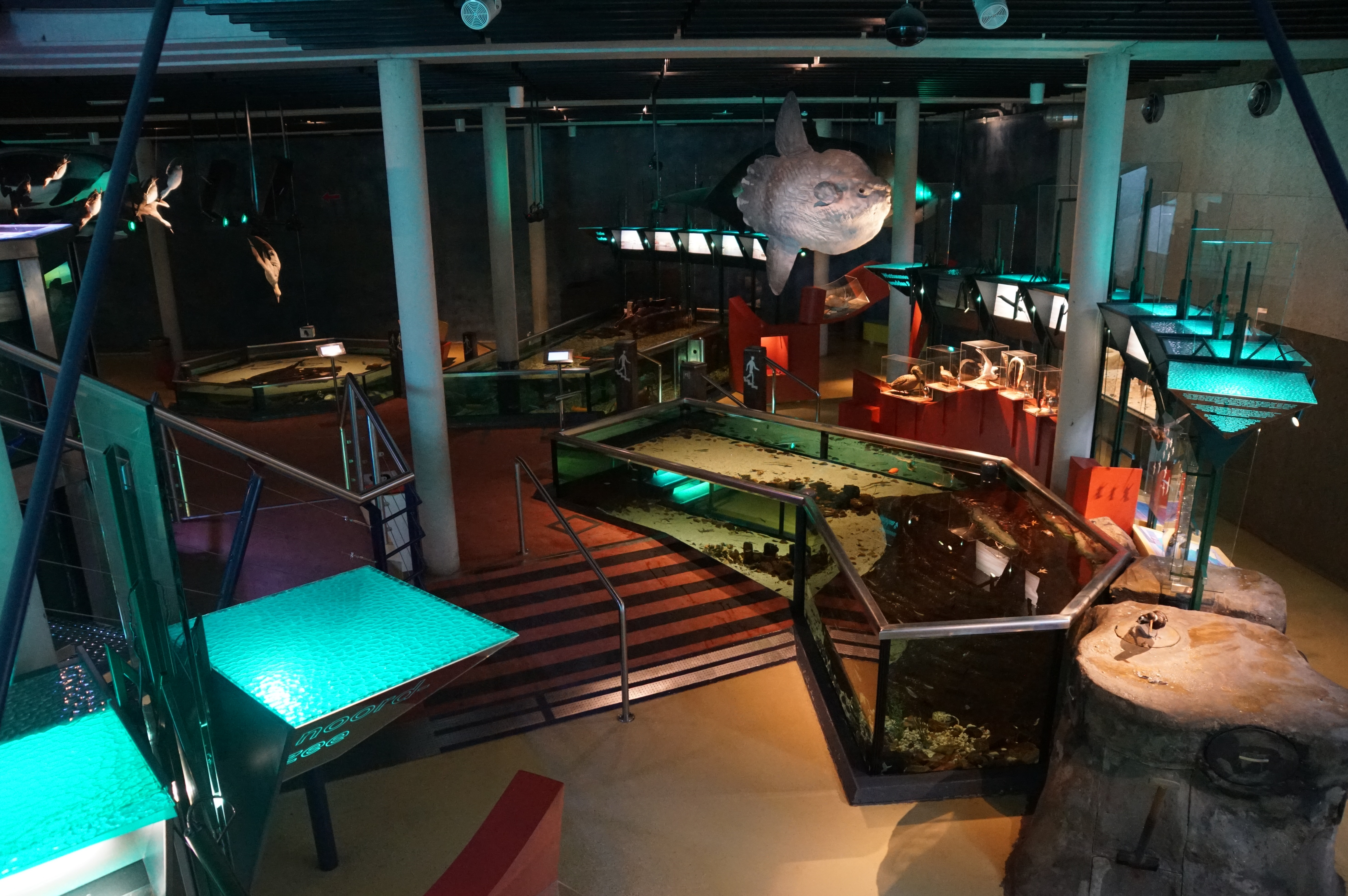
Meeresaquarium

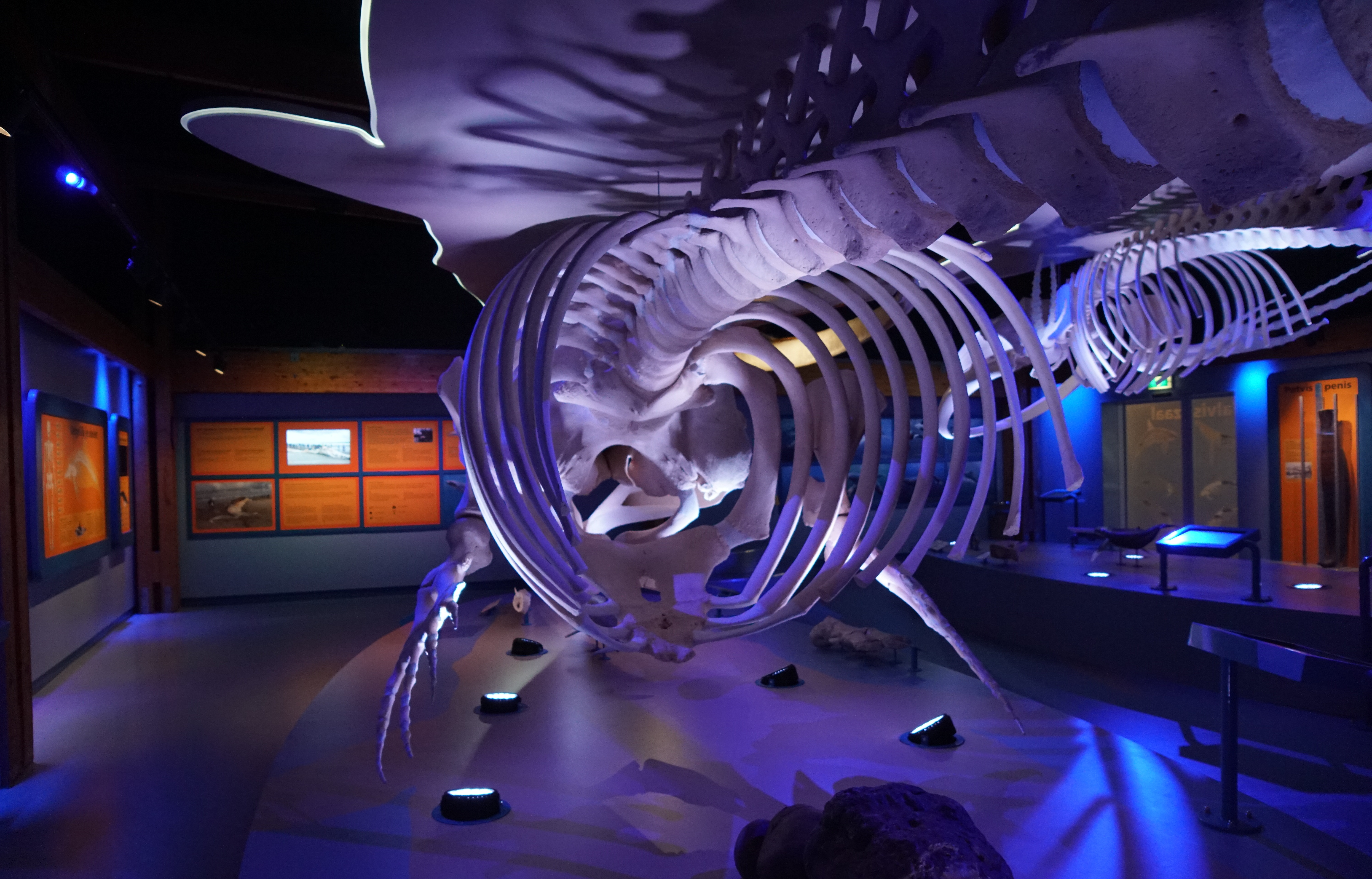
Walsaal

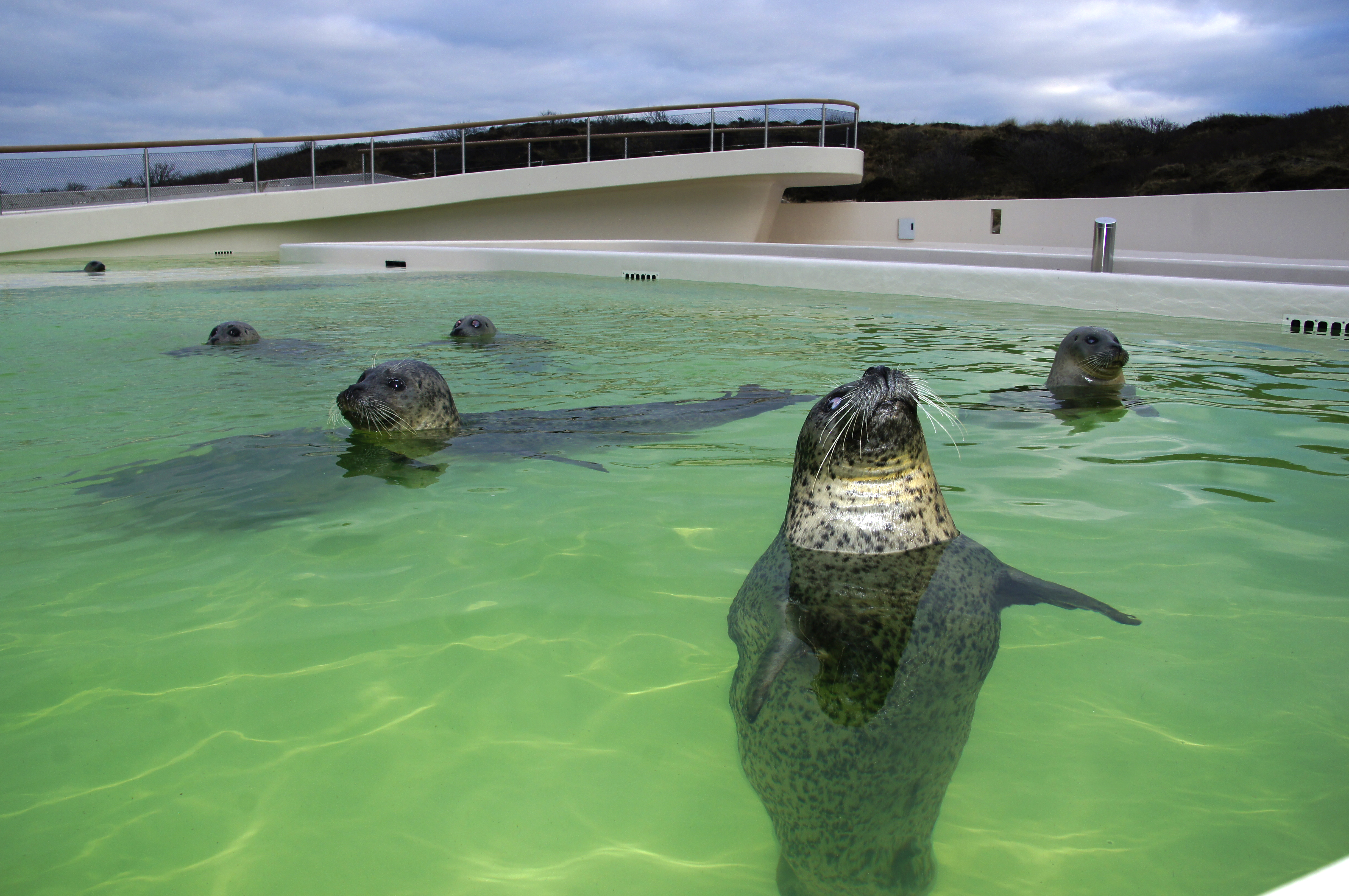
Seehundbecken

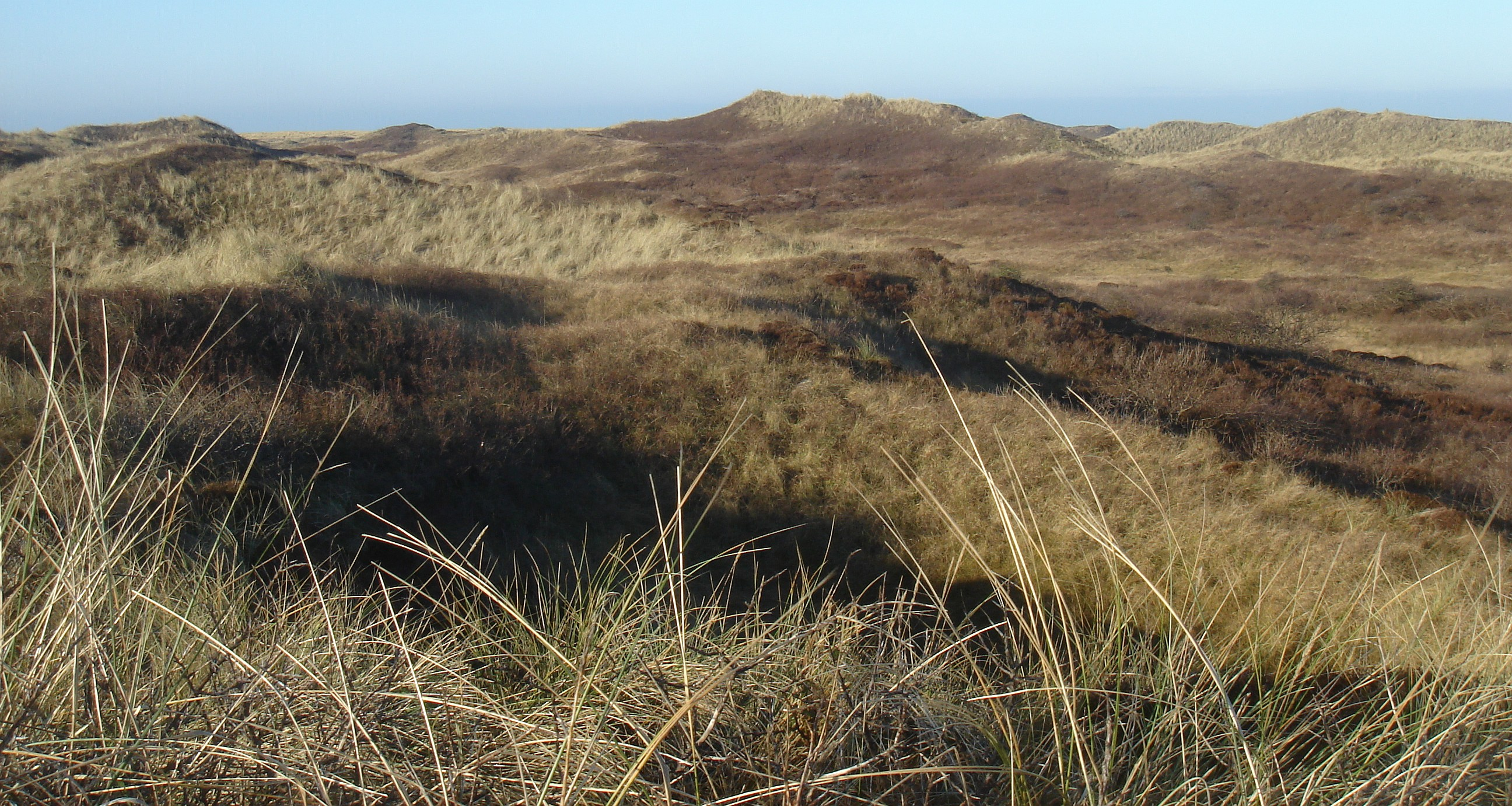
Dünengelände des Ecomare

Das Ecomare ist ein Naturkundemuseum und Aquarium im Südteil der Ortschaft De Koog auf der niederländischen Insel Texel.
Im Museum findet man eine Übersicht über die Pflanzen- und Tierwelt auf Texel, das Wattenmeer und die Ökologie der Nordsee. Ein Schwerpunkt liegt auf den Seehunden. Die Ursprünge liegen im Texel Museum, das 1929 gegründet wurde. Träger ist die Stichting Texels Museum. Seit 1952 gibt es ein Seehundbassin.
- Es gibt eine Vogel- und Seehundauffangstation. Ölverschmierte Vögel und von ihren Muttertieren zurückgelassene Jungtiere (Heuler) und gesundheitlich geschwächte Seehunde werden hier aufgenommen. Etwa 25 der Säugetiere werden jährlich aufgepäppelt und danach wieder freigelassen. Eine feste Gruppe von 20 Seehunden, die sich nicht mehr an das freie Leben gewöhnen konnten, lebt hier dauerhaft.
- Im Wassersaal sieht man in zumeist offenen Aquarien die Nordsee-Tierwelt. Unter anderem kann man dort auch die Seehunde unter Wasser anschauen.
- In der Ausstellung Leben auf einer Insel kann man die Ausdehnung der Insel Texel von der letzten Eiszeit bis heute und in die Zukunft projiziert verfolgen und die sich langsam ändernden Beziehungen zwischen Mensch und Insel nachvollziehen. Knochen von Säugetieren aus der Eiszeit, Informationen zur Arbeit der ersten Naturschützer von Texel (Jac. P. Thijsse) und Vögel der Insel sind zu besichtigen.
- Sicht auf See befasst sich mit Schifffahrt, Deichbau, Ölförderung und Fischerei an und auf der Nordsee.
- Für Besuchergruppen gibt es die Möglichkeit, fachkundige Führungen in das nahegelegene Naturschutzgebiet Nationalpark Duinen van Texel zu buchen.